# Référendum constitutionnel azerbaïdjanais de 2016
Le référendum azerbaïdjanais de 2016 est un référendum ayant eu lieu le 26 septembre 2016 en Azerbaïdjan. Il comprend 29 mesures de révision constitutionnelle. Il s'agit, entre autres, de la création du poste de vice-président et de l'extension du mandat présidentiel de 5 à 7 ans.